# پاک‌چوب زبرپوسته
پاک‌چوب زبْرْپوسته (Guaiacum officinale) یکی از درخت‌هایی است که از آن چوب محکمی به نام پاک‌چوبه به‌دست می‌آید. این درخت یکی از گونه‌های گیاهان گلدار است. این درخت بومی کارائیب و سواحل شمالی آمریکای جنوبی است. درخت همیشه سبزی و کوچکی با رشد بسیار کند است. طول آن حداکثر به ۱۰ متر و قطر تنهٔ آن ۶۰ سانتیمتر می‌رسد. گل‌های آبی رنگ آن دارای ۵ گلبرگ هستند. پوست میوهٔ آن به رنگ زرد مایل به نارنجی و گوشت آن قرمز رنگ با دانه‌هایی سیاه است.
پاک‌چوب زبرپوسته گل ملی کشور جامائیکا است.